# South Carolina State House
Das South Carolina State House ist das State Capitol und Regierungssitz des Bundesstaates South Carolina. Es befindet sich in dessen Hauptstadt Columbia. Es ist Sitz des Gouverneurs und des Vizegouverneurs. Bis 1971 beherbergte es außerdem den Obersten Gerichtshof des Staates, bevor dieser in ein ehemaliges Postamt umzog. Das South Carolina State House steht in einer Parkanlage an der Kreuzung Gervais und Assembly Street.

## Gebäude

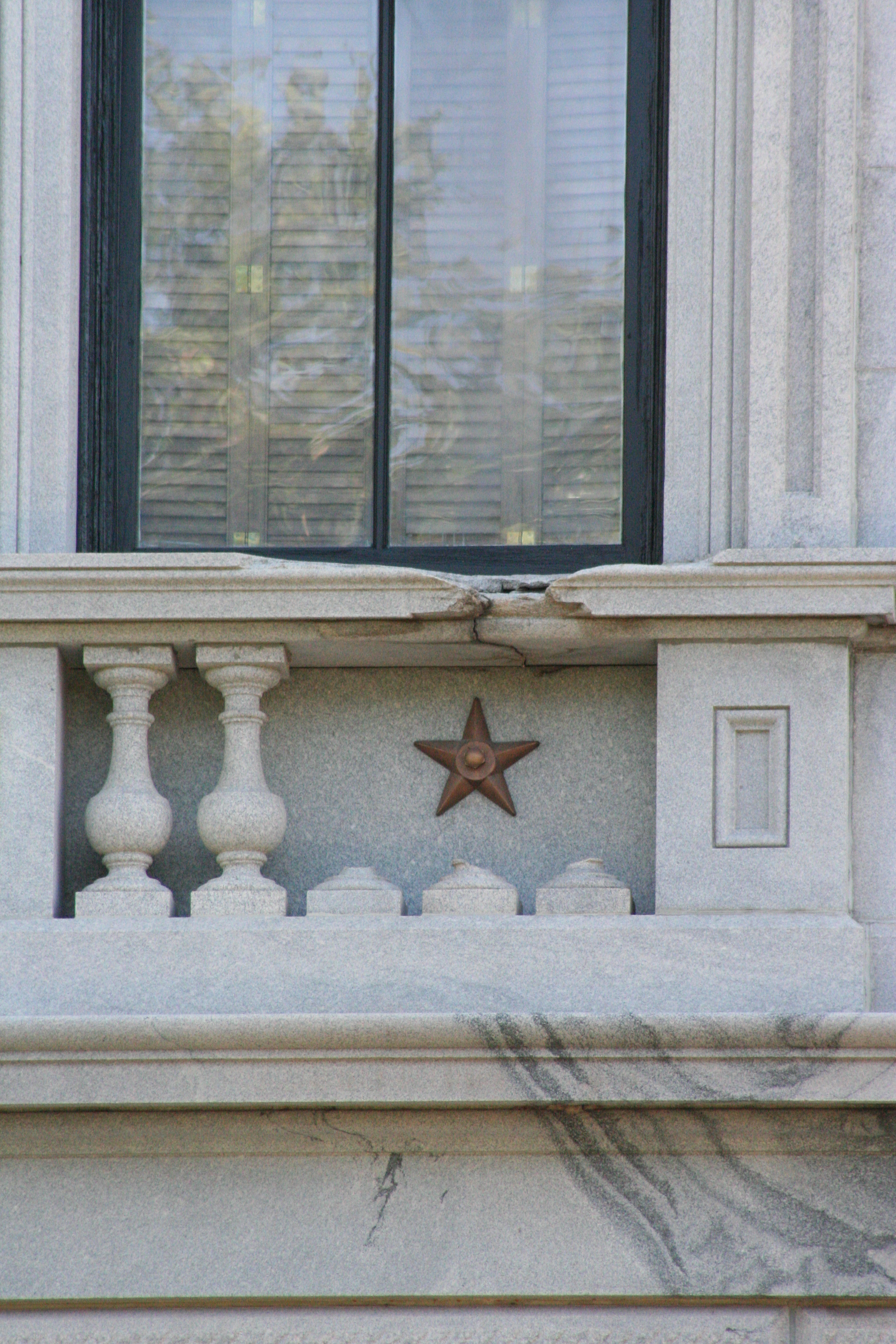
Einer von sechs Bronzesternen an der Fassade. Hier schlugen zur Zeit der Belagerung Artilleriegeschosse ein.

Die ersten Pläne stammten vom Architekten P.H.Hammarskold.  Nachdem die Bauarbeiten begonnen hatten, wurde Hammarskold jedoch bald wegen Betrug und Dienstpflichtverletzung entlassen. Kurz darauf mussten auch die bereits fertig gestellten Gebäudeteile aufgrund mangelnder Qualität von Material und Ausführung wieder abgerissen werden. John Niernsee überarbeitete Hammarskolds Entwurf und die Bauarbeiten begannen 1855 erneut. Durch den Bürgerkrieg gerieten die Bauarbeiten ins Stocken und wurden 1865 schließlich eingestellt, nachdem am 17. Februar Unions-Truppen unter General Sherman in Columbia einzogen und mehrere öffentliche Bauten in Brand steckten. So auch das State House, nachdem es zuvor durch Artilleriebeschuss beschädigt wurde.
Die Armut nach dem Ende des Bürgerkrieges und der Wiedereingliederung des Südstaaten in die Union verlangsamten den Baufortschritt erneut. Die Grundstrukturen des Gebäudes wurden schließlich 1875 vollendet. 1900 übernahm Frank Pierce Milburn die Bauleitung, bevor sie 1905 an den Architekten Charles Coker Wilson  überging, der das South Carolina State House schließlich 1907 vollendete.
Seit Juni 1970 ist das State House als Gebäude im National Register of Historic Places eingetragen. Aufgrund seiner geschichtlichen Bedeutung hat es seit Mai 1976 den Status eines National Historic Landmarks.

## Umgebung
Der umgebende Park beheimatet mehrere Denkmäler. Im Norden befindet sich ein Denkmal für die Gefallenen des Bürgerkrieges. Es besteht aus einem Fahnenmast mit der Flagge der Konföderierten Staaten. Seit 1962 befand sich die Flagge auf der Kuppel des Gebäudes. Während der Präsidentschaftswahlen 2000 kam es zu Kontroversen darüber, ob eine Flagge der Konföderierten über einem State House wehen dürfe. Am 1. Juli 2000 wurde die Flagge vor das Gebäude versetzt.
Nach dem rassistisch motivierten Anschlag in Charleston und auf den daran anschließenden Entschluss des Senats und Repräsentantenhauses von South Carolina wurde die Flagge am 10. Juli 2015 eingeholt. Sie liegt seitdem im South Carolina Confederate Relic Room & Military Museum.
Des Weiteren befinden sich ein Denkmal für die Geschichte der Afroamerikaner im Park sowie je eines für die Senatoren Strom Thurmond und Benjamin Tillman.